# 땅 (1991년 드라마)
《땅》은 MBC에서 1991년 1월 6일부터 1991년 4월 28일까지 방영한 대하드라마로, 경제개발이 한창 진행되던 1960년대부터 1980년대까지를 배경으로 한 경제 드라마이다.
이 드라마는 당초 1991년 12월까지 50부작으로 방송될 예정이었으나 16부작으로 조기 종영되었는데, 1991년 4월 무렵 드라마의 중단 사태와 진행자가 교체되는 일이 발생하면서 조기 종영을 하자 외압 의혹을 받았다.
또한 첫 회에서 백담사에서 전두환 전 대통령 부부가 찾아온 신도들에게 연설하는 것을 시작으로, 3당 통합, 국회의 법안 날치기 통과 모습, 남북 총리회담, 노태우 대통령의 모스크바 방문, 전두환 전 대통령의 하산 등 그 당시 실제 뉴스 화면과 과감한 구성으로 화제를 불러일으키며 시청률 41.14%를 기록하였다. 참고로, MBC 프로덕션의 첫 작품으로 제작된 드라마이다.

## 줄거리
건식은 장래가 촉망되는 부호의 아들로 학도병 시절의 친구 윤기현을 찾아갔다가 정체불명의 대식을 만난다. 건식은 동성동본에 항렬까지 같은 대식과 의형제를 맺고, 이로부터 세 사람의 기구한 인생유전이 시작된다.

## 등장 인물
- 오지명 : 장대식 역 - 현실감각과 정치수완을 소유한 부동산 재벌
- 길용우 : 장건식 역 - 과거 지주의 아들로 이상향을 꿈꾸다 빈민으로 전락
- 최낙천 : 윤기현 역 - 장대식과 장건식의 중간에서 고민하나 힘과 돈에 굴복하여 장대식 언저리를 맴도는 인물
- 김미숙 : 장윤 역 - 복부인이 된 대식의 딸
- 조경환 : 장강 역 - 4.19세대로 5공시절 국회의원을 지낸 대식의 아들
- 정진 : 민경욱 역 - 장건식의 하인노릇을 하다 장대식네의 수위노릇을 하는 인물
- 나영진 : 장인식 역 - 장대식의 골프장 건설에 반대하는 인물
- 이응경 : 건식의 딸 역 - 비밀요정의 호스티스
- 박용식 : 전두환 역
- 반효정
- 권은아 : 장말순 역
- 나영진

## 관련 기사
- MBC-TV 대하드라마 '땅' 제작 세 가족이 펼치는 '땅의 현대사' (한겨레, 1990년 12월 1일, 16면)
- 투기로 생긴 富(부)의 편중 고발 MBC '땅' (동아일보, 1990년 12월 7일, 29면)
- MBC 대하극 '땅' 현실정치 묘사에'파문' (한겨레, 1991년 1월 9일, 6면)
- MBC 새 대하드라마 땅 政(정) · 財界(재계)에 파문…화제 돌풍 (경향신문, 1991년 1월 18일, 17면)
- 放送委(방송위) 드라마 '땅'에 사과명령 (동아일보, 1991년 1월 25일, 12면)
- MBC '땅'사과방송 (매일경제, 1991년 1월 28일, 11면)
- "'땅' 사과방송 부당" 전화 빗발 (동아일보, 1991년 1월 30일, 13면)
- "'鬪士(투사)'로 보지않았으면 좋겠다" - MBC드라마 '땅' 연출자 高錫晩(고석만)씨 (동아일보, 1991년 2월 13일, 17면)
- '땅', '투기'에 얽힌 우리모습 조명 (동아일보, 1991년 2월 20일, 11면)
- 숨가쁜 역사적 사실 서술 진솔 MBC-TV 대하드라마'땅' (한겨레, 1991년 3월 28일, 11면)
- MBC드라마 땅 중도하차 (한겨레, 1991년 4월 20일 14면)

## 외압설
- '땅'중단 결정 각계 항의 움직임 (한겨레, 1991년 4월 24일, 12면 생활/문화)
- 「땅」출연 탤런트24명 조기종영 철회 요구 (동아일보, 1991년 4월 26일, 8면 사회 기사(뉴스))
- "드라마「땅」중단 따를수없다"장대식役(역) 吳知明(오지명)씨 시청자 제작진 모두우롱 (경향신문, 1991년 5월 4일, 13면)
- M-TV「땅」이 사라졌다 (경향신문, 1991년 5월 5일, 13면)